# Gunnar Wahlqvist
David Gunnar Wahlqvist, född 25 juli 1920 i Rinna socken, Östergötland, död 8 november 2006 i Sundbyberg, var en svensk slöjdlärare, målare, textilkonstnär och skulptör.
Han var son till läraren David Hjalmar Wahlqvist och Valborg Kristina Höglund och från 1950 gift med Marianne Broberg. Wahlqvist utbildade sig först till snickare och efter avlagd gesällexamen studerade han vid Nääs slöjdskola 1940 och Slöjdföreningens skola i Göteborg 1940–1944. Han var därefter anställd som ritare vid Mjölby intarsia innan han 1952 övergick till en tjänst som slöjdlärare. Vid sidan av sitt arbete var han verksam som konstnär. Tillsammans med Olle Nordlund ställde han ut i Mjölby 1960 och han har medverkat i ett flertal samlingsutställningar med provinsiell konst. 
Hans konst består av stilleben, figurer och landskapsskildringar utförda i olja, pastell eller gouache samt små skulpturer i gips och batikarbeten.